# SC Horgen
Il SC Horgen è la squadra svizzera di pallanuoto che ha vinto più titoli nazionali.

## Rosa 2015-16
| N° |                     | Ruolo | Giocatore       |
| -- | ------------------- | ----- | --------------- |
|    | Svizzera (bandiera) | P     | Michael Kern    |
|    | Croazia (bandiera)  | P     | Luka Petricevic |
|    | Svizzera (bandiera) | D     | Ertdem Ertopuz  |
|    | Svizzera (bandiera) | CV    | Peter Bjelajac  |
|    | Svizzera (bandiera) | A     | Oliver Frohli   |
|    | Svizzera (bandiera) | CB    | David Miskovic  |
|    | Svizzera (bandiera) | CB    | Leo Müller      |
|    | Svizzera (bandiera) | A     | Stefan Velikov  |
|    | Svizzera (bandiera) | A     | Amedeo Cassina  |
|    | Svizzera (bandiera) | A     | Hrvoje Caleta   |